# Joe Pesci
Joe Pesci, właśc. Joseph Franco Pesci (ur. 9 lutego 1943 w Newark) – amerykański aktor charakterystyczny i muzyk. 
Zdobywca Oscara dla najlepszego aktora drugoplanowego za rolę gangstera Tommy’ego DeVito w filmie Chłopcy z ferajny (1990).
Grał zazwyczaj twarde, zmienne postacie z różnych gatunków filmowych; często współpracował z Robertem De Niro i Martinem Scorsese przy filmach – Wściekły Byk (1980), Chłopcy z ferajny (1990), Kasyno (1995) i Irlandczyk (2019). Otrzymał kilka nagród filmowych, w tym Oscara dla najlepszego aktora drugoplanowego i nagrodę BAFTA oraz był nominowany do trzech Złotych Globów. W 1999 ogłosił, że odchodzi z aktorstwa, ale od tego czasu powrócił i wziął udział w czterech filmach i serialach telewizyjnych.
Jako muzyk nagrał trzy albumy studyjne: Little Joe Sure Can Sing! (1968), Vincent LaGuardia Gambini Sings Just for You (1998) i Pesci... Still Singing (2019).

## Wczesne lata
Urodził się w Newark w stanie New Jersey w rodzinie pochodzenia włoskiego. Jego matka, Maria (z domu Mesce), pracowała na pół etatu jako fryzjerka, a jego ojciec, Angelo Pesci, był kierowcą wózka widłowego w General Motors i barmanem. Wychował się w Belleville w New Jersey, gdzie ukończył szkołę średnią Belleville High School. Zanim Pesci miał pięć lat, pojawiał się w sztukach w Nowym Jorku. W wieku 10 lat regularnie występował w telewizyjnym programie rozrywkowym Startime Kids, w którym wystąpiła także Connie Francis. Jako artysta z Belleville poznał gitarzystę Tommy'ego DeVito z The Four Seasons, przyjaźnił się w dzieciństwie z postacią amerykańskiej mafii Robertem Bisaccią.

## Kariera
W latach 60. Pesci rozpoczął pracę jako fryzjer, podążając śladami matki. W tym samym czasie próbował rozpocząć karierę muzyczną, grając na gitarze w kilku zespołach, w tym w Joey Dee & the Starliters, z którym nagrał piosenkę „Peppermint Twist” (1961), i Peppermint Lounge w Nowym Jorku. Zadebiutował na ekranie jako tancerz z The Peppermint Lounge w filmie muzycznym Hej, zakręćmy! (Hey, Let’s Twist!, 1961) z udziałem Zohry Lampert. W 1968 pod pseudonimem Joe Ritchie wydał solowy album Little Joe Sure Can Sing!. W latach 1970–1976 wspólnie z Frankiem Vincentem występował jako duet komediowy Vincent & Pesci. Ich występ łączył dwuaktowe wybryki inspirowane Abbottem i Costello z komedią obelg w stylu Dona Ricklesa.
Wkrótce został zaangażowany do roli Joe Salvino w kryminalnym dramacie sensacyjnym Pieniądze albo śmierć (The Death Collector, 1976) u boku Josepha Cortese. Przełomem okazała się kreacja Joeya La Motty, brata boksera Jake’a La Motty (w tej roli Robert De Niro) w sportowym dramacie biograficznym Martina Scorsese Wściekły Byk (1980), za którą otrzymał nagrodę BAFTA za najbardziej obiecujący debiut aktorski w głównej roli i został nominowany do Oscara.
W przebojowej komedii Kevin sam w domu (1990) i jej sequelu Kevin sam w Nowym Jorku (1992) z Macaulayem Culkinem w roli głównej zagrał postać rabusia Harry’ego Lime’a. Kolejne lata utrwaliły gwiazdorską pozycję aktora, który dzielił swój czas głównie między komedie i filmy gangsterskie: Chłopcy z ferajny (1990), JFK (1991), Mój kuzyn Vinny (1992), Kasyno (1995) i Irlandczyk (2019).

## Życie prywatne
7 września 1988 poślubił Claudię Haro, z którą ma córkę Tiffany. Jednak w 1992 doszło do rozwodu. W latach 1995–1997 spotykał się z Leighanne Littrell, później żoną Briana Littrella z Backstreet Boys. W latach 2000–2008 był związany z modelką Angie Everhart.

## Filmografia

### Filmy
| Rok  | Tytuł                      | Rola                              |
| ---- | -------------------------- | --------------------------------- |
| 1976 | Pieniądze albo śmierć      | Joe Salvino                       |
| 1977 | Backtrack                  | Leo Carelli                       |
| 1980 | Wściekły Byk               | Joey La Motta                     |
| 1982 | Szybciej tańczyć nie umiem | Roger                             |
| 1982 | Dear Mr. Wonderful         | Ruby Dennis                       |
| 1983 | Łatwe pieniądze            | Nicky Cerone                      |
| 1983 | Eureka                     | Mayakofsky                        |
| 1984 | Dawno temu w Ameryce       | Frankie Monaldi                   |
| 1984 | Everybody in Jail          | Corrado Parisi                    |
| 1987 | Człowiek w ogniu           | David Coolidge                    |
| 1988 | Moonwalker                 | Mr. Big                           |
| 1989 | Zabójcza broń 2            | Leo Getz                          |
| 1990 | Wesele Betsy               | Oscar Henner                      |
| 1990 | Chłopcy z ferajny          | Tommy De Vito                     |
| 1990 | Kevin sam w domu           | Harry                             |
| 1991 | Wspaniały Louis            | Louie Kritski                     |
| 1991 | JFK                        | David Ferrie                      |
| 1992 | Mój kuzyn Vinny            | Vincent „Vinny” LaGuardia Gambini |
| 1992 | Zabójcza broń 3            | Leo Getz                          |
| 1992 | Kevin sam w Nowym Jorku    | Harry                             |
| 1992 | Reporter                   | Leon „Bernzy” Bernstein           |
| 1993 | Prawo Bronxu               | Carmine                           |
| 1994 | Jimmy Hollywood            | Jimmy Alto                        |
| 1994 | Z honorami                 | Simon Wilder                      |
| 1995 | Kasyno                     | Nicky Santoro                     |
| 1997 | Przygoda na rybach         | Joe Waters                        |
| 1997 | Osiem głów w torbie        | Tommy Spinelli                    |
| 1998 | Zabójcza broń 4            | Leo Getz                          |
| 2006 | Dobry agent                | Joseph Palmi                      |
| 2010 | Ranczo miłości             | Charlie Bontempo                  |
| 2019 | Irlandczyk                 | Russell Bufalino                  |

### Telewizja
| Rok  | Tytuł               | Rola              |
| ---- | ------------------- | ----------------- |
| 1985 | Half Nelson         | Rocky Nelson      |
| 1992 | Opowieści z krypty  | Vic / Jack        |
| 1992 | Saturday Night Live | gość / prowadzący |

## Nagrody
| Rok  | Nagroda                   | Kategoria                    | Film                     |
| ---- | ------------------------- | ---------------------------- | ------------------------ |
| 1982 | Nagroda BAFTA             | Najlepszy debiut aktorski    | Wściekły Byk (1980)      |
| 1991 | Nagroda Akademii Filmowej | Najlepszy aktor drugoplanowy | Chłopcy z ferajny (1990) |